# 埃爾布隆格河
54°15′09″N 19°22′55″E / 54.2526°N 19.3820°E

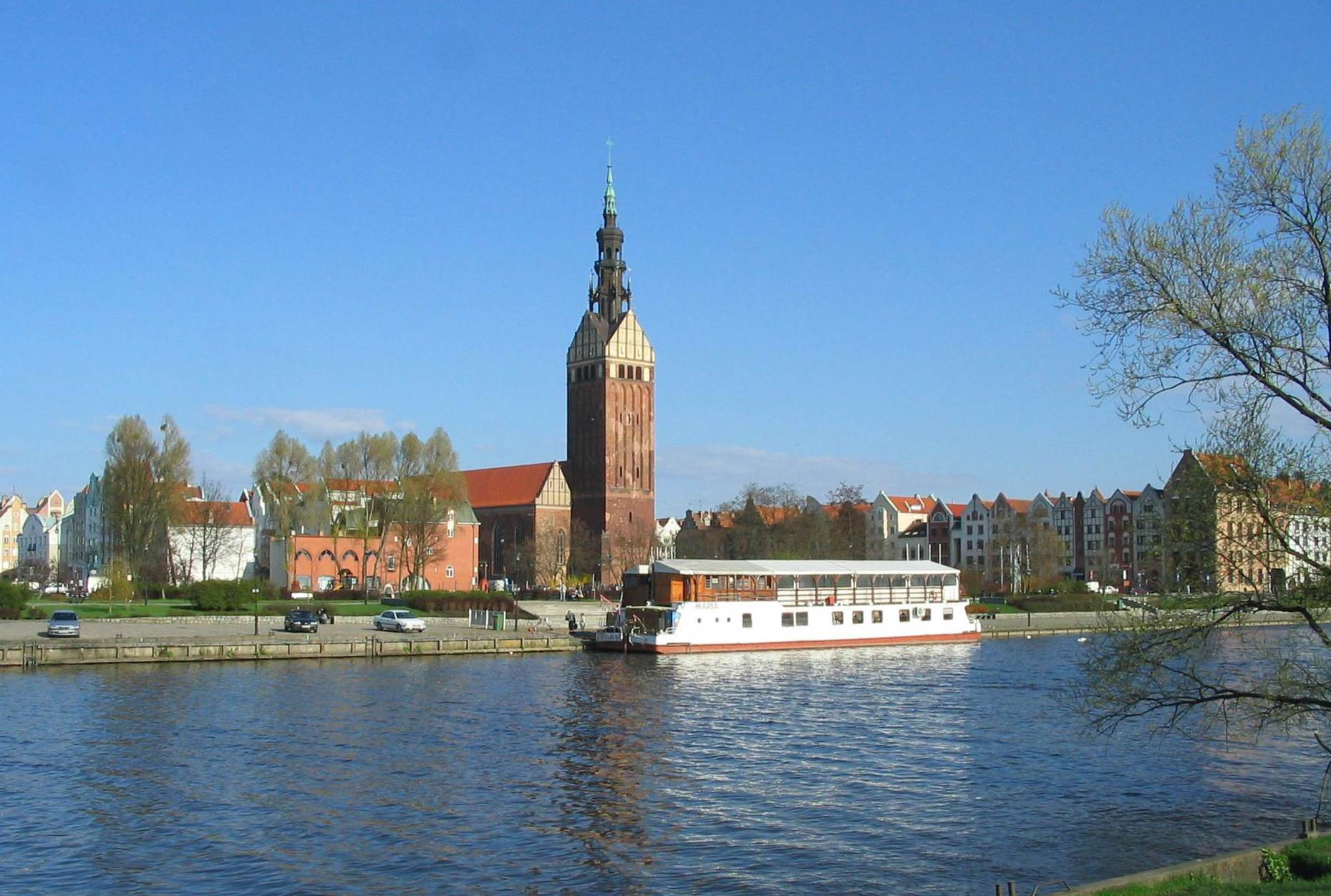

埃爾布隆格河是波蘭的河流，位於該國西北部，處於瓦爾米亞-馬祖里省，河道全長14.5公里，最終注入維斯圖拉潟湖，河畔城鎮有埃爾布隆格。